# 柑子乡 (雷波县)
柑子乡，是中华人民共和国四川省凉山彝族自治州雷波县下辖的一个乡镇级行政单位。2020年6月，撤销双河口乡，将其所属行政区域划归柑子乡管辖。

## 行政区划
柑子乡下辖以下地区：
鸡心巢村、中咀坪村、柑子村和大沟村。